# Setibhor
Setibhor est une reine égyptienne de la fin de la Ve dynastie. 
Elle est très probablement l'épouse du roi Djedkarê Isési. Elle porte plusieurs titres dont celui de « Celle qui voit Horus et Seth », « La grande du sceptre-hétès », « La grande des louanges » et « L'épouse du roi, sa bien-aimée ». Alors que sa pyramide, située à Saqqarah, près de celle de Djedkarê Isési, est connue depuis longtemps, son nom ainsi que ses titres n'ont été découverts qu'en 2019,.

## Généalogie
Elle possède le titre d'« Épouse du roi, sa bien-aimée », ce qui fait d'elle très probablement la reine de Djedkarê Isési. 
Le cartouche d'Ounas, successeur de Djedkarê Isési, a été retrouvé sur des vestiges de relief du temple mortuaire de Setibhor. Ceci semble montrer un lien étroit qui lie les deux souverains et la reine. Si ce lien est réel, alors Djedkarê Isési et Setibhor seraient les parents d'Ounas, même si aucun titre de « Mère du roi » n'a été retrouvé.

## Sépulture
- 1 : Cour à colonnades
- 2 : Chapelle à cinq niches de statues
- 3 : Antichambre carrée
- 4 : Réserves
- 5 : Salle des offrandes
- 6 : Pyramide cultuelle
- 7 : Pyramide principale

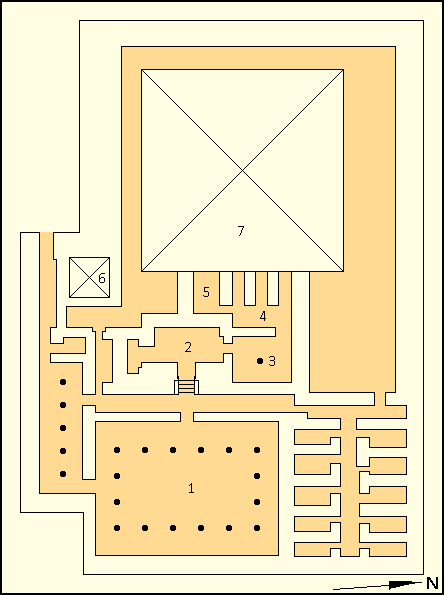
Plan du complexe de Setibhor. Dans l'ordre :.

Sa pyramide, connue depuis longtemps, se trouve à côté de celle du roi à Saqqarah et est réputée pour sa taille inhabituelle, la plus grande construite pour une reine dans l'Ancien Empire. La pyramide intègre des éléments qui n'étaient auparavant utilisés que dans les complexes du roi.
L'archéologue égyptien Ahmed Fakhry a fouillé son temple mortuaire dans les années 1950, mais son rapport n'a jamais été publié. L'égyptologue américain Klaus Baer, qui a assisté Fakhry lors des fouilles, a noté que les scènes avaient été « secondairement modifiées », les textes au-dessus de la tête de la reine ayant été effacés et remplacés par « des vautours et d'autres insignes royaux ». L'égyptologue américaine contemporaine Ann Macy Roth a suggéré que les insignes royaux et la violence utilisée sur son monument indiquent qu'elle a pu régner en tant que femme-roi, de la même façon que les monuments d'Hatchepsout ont été défigurés après sa mort.